# XXI wiek
XX wiek ~ XXI wiek ~ XXII wiek
Lata 2000. • Lata 2010. • Lata 2020. • Lata 2030. • Lata 2040. • Lata 2050. • Lata 2060. • Lata 2070. • Lata 2080. • Lata 2090.
2001 2002 2003 2004 2005 2006 2007 2008 2009 2010 2011 2012 2013 2014 2015 2016 2017 2018 2019 2020 2021 2022 2023 2024 2025 2026 2027 2028 2029 2030 2031 2032 2033 2034 2035 2036 2037 2038

XXI wiek – obecny wiek naszej ery, pierwszy wiek trzeciego tysiąclecia według kalendarza gregoriańskiego. XXI wiek rozpoczął się 1 stycznia 2001 roku (wbrew częstemu mniemaniu i uroczystej oprawie nadejścia roku 2000) i zakończy się 31 grudnia 2100 roku.
Według periodyzacji stosowanej w pracach historycznych, XXI wiek niekoniecznie rozpoczął się w 2001 roku. Ze względu na przemiany w różnych dziedzinach życia za datę graniczną uznaje się częściej 1989 lub 1991 rok. W niektórych najnowszych opracowaniach za początek nowego wieku (lub nawet epoki) uznaje się też niekiedy 11 września 2001 roku. Wspomniane daty są na razie propozycjami i nie przeniknęły jeszcze na stałe do ogólnie przyjętej periodyzacji historii.

## Ważniejsze wydarzenia

### I dekada

#### 2001
- 15 stycznia: Powstanie Wikipedii.
- 20 stycznia: Zaprzysiężenie George W. Busha na prezydenta Stanów Zjednoczonych.
- 23 marca: Spalenie stacji orbitalnej Mir w atmosferze ziemskiej.
- 1 kwietnia: Pierwszy nowożytny kraj, Holandia, zalegalizował małżeństwa osób tej samej płci.
- 28 kwietnia: Lot Dennisa Tito na MSK za 20 mln $, pierwszy turystyczny lot w kosmos.
- 11 września: Zamachy terrorystyczne na World Trade Center i Pentagon (2973 ofiary).
- 7 października: Rozpoczęcie wojny w Afganistanie przez NATO w celu obalenia rządów Talibów.
- 26 października: Uchwalenie ustawy Patriot Act w Stanach Zjednoczonych.
- 12 listopada: Katastrofa lotu American Airlines 587 w Nowym Jorku (265 ofiar).

#### 2002
- 1 stycznia: Wprowadzenie waluty euro do obiegu w 11 państwach Unii Europejskiej (w Austrii, Belgii, Finlandii, Francji, Grecji, Hiszpanii, Holandii, Irlandii, Luksemburgu, Niemczech, Portugalii, i Włoszech) oraz w 3 innych państwach (w Monako, San Marino i Watykanie).
- 30 stycznia: Powrót sondy 2001 Mars Odyssey na orbitę Marsa.
- 20 maja: Uzyskanie niepodległości przez Timor Wschodni.
- 9 lipca: Powołanie Unii Afrykańskiej.
- 12 października: Zamach terrorystyczny na Bali (202 ofiary).
- 23-26 października: Atak na moskiewski teatr na Dubrowce (173 ofiary).
- 10 września: Wstąpienie Szwajcarii do ONZ.

#### 2003
- 1 lutego:
  - Katastrofa promu Columbia (7 ofiar).
  - Wejście w życie traktatu nicejskiego.
- 4 lutego: Koniec Jugosławii – stworzenie luźnego związku dwóch republik przez Serbię i Czarnogórę.
- 20 marca: Rozpoczęcie drugiej wojny w Zatoce Perskiej przez Stany Zjednoczone.
- 22 marca: Bombardowanie Bagdadu przez siły ONZ.
- 29 marca: Początek epidemii SARS na Dalekim Wschodzie (774 ofiary).
- 9 kwietnia: Obalenie rządów Saddama Husajna, zajęcie Bagdadu przez wojska amerykańskie.
- sierpień: Upały w zachodniej Europie (52 000 ofiar).
- 15 października: Pierwszy chiński załogowy lot kosmiczny – Shenzhou 5.
- 21 października: Odkrycie Eris – największej znanej planety karłowatej.
- 22 października: Ostatni lot naddźwiękowego samolotu Concorde.
- 26 grudnia: Trzęsienie ziemi w irańskim mieście Bam (magnituda 6,6; 26271 ofiar).

#### 2004
- 4 stycznia: Lądowanie sondy Mars Exploration Rover na Marsie.
- 4 lutego: W Uniwersytecie Harvardu Mark Zuckerberg uruchomił Facebooka, który jest dzisiaj jednym z największych serwisów społecznościowych na świecie.
- 26 lutego: Katastrofa lotnicza nad Bośnią i Hercegowiną, w której zginął prezydent Macedonii Boris Trajkowski (9 ofiar).
- 11 marca: Zamachy na pociągi w Madrycie (191 ofiar).
- 1 maja: Dołączenie Polski, Czech, Słowenii, Słowacji, Węgier, Litwy, Łotwy, Estonii, Cypru i Malty do Unii Europejskiej.
- 9 maja: Śmierć Achmata Kadyrowa w wyniku zamachu dokonanego przez czeczeńskich separatystów.
- 1-3 września: Atak na szkołę w Biesłanie.
- 29 października: Podpisanie Traktatu ustanawiającego Konstytucję dla Europy, który nie został ratyfikowany przez wszystkie państwa UE.
- 22 listopada: Wybuch pomarańczowej rewolucji na Ukrainie, przejęcie władzy przez opozycję.
- 26 grudnia: Trzęsienie ziemi na Oceanie Indyjskim (magnituda 9,1; 230 000 ofiar).

#### 2005
- 14 stycznia: Lądowanie sondy Cassini-Huygens na powierzchni Tytana.
- 14 lutego: Założenie serwisu YouTube.
- 16 lutego: Wejście w życie Protokołu z Kioto.
- 2 kwietnia: Śmierć papieża Jana Pawła II.
- 19 kwietnia: Wybór Josepha Ratzingera na papieża.
- 4 lipca: Osiągnięcie komety Tempel 1 przez sondę Deep Impact.
- 7 lipca: Zamachy na metro w Londynie (56 ofiar).
- 28 sierpnia: Huragan Katrina (1836 ofiar).
- 7 listopada: Przeniesienie stolicy Mjanmy z Rangunu do Naypyidaw.
- 22 listopada: Angela Merkel została pierwszą kobietą na stanowisku Kanclerza Niemiec.

#### 2006
- 19 stycznia: Rozpoczęcie misji przez sondę New Horizons.
- 10 marca: Wejście sondy Mars Reconnaissance Orbiter na orbitę Marsa.
- 11 kwietnia: Dołączenie Iranu do „państw atomowych na świecie”.
- 3 czerwca: Uzyskanie niepodległości przez Czarnogórę i jej wejście do ONZ.
- 12 lipca-14 sierpnia: II wojna libańska pomiędzy Izraelem a Hezbollahem.
- 24 sierpnia: Zdegradowanie Plutona do rangi planety karłowatej przez IAU.
- 9 października: Pierwszy udany północnokoreański test nuklearny.
- 23 listopada: Otrucie Aleksandra Litwinienko.
- 21 grudnia: Początek Wojny w Somalii pomiędzy islamistami z Unii Trybunałów Islamskich a Somalią wspieraną przez Etiopię.
- 30 grudnia: Stracenie Saddama Husajna.

#### 2007
- 1 stycznia: Dołączenie Rumunii i Bułgarii do Unii Europejskiej. Przyjęcie euro przez Słowenię.
- lipiec: Początek kryzysu finansowego.
- 13 grudnia: Podpisanie traktatu lizbońskiego.

#### 2008
- 1 stycznia: Przyjęcie euro przez Cypr i Maltę.
- 17 lutego: Ogłoszenie niepodległości przez Kosowo.
- 10 marca: Zamieszki na tle politycznym w Tybecie.
- 12 maja: Trzęsienie ziemi w prowincji Syczuan w Chinach (magnituda 8,0; 69181 ofiar).
- 7-16 sierpnia: Wojna w Osetii Południowej.
- 25 sierpnia: Uznanie niepodległości Osetii Południowej i Abchazji przez Rosję.
- 10 września: Uruchomienie Wielkiego Zderzacza Hadronów we Francji i w Szwajcarii.
- 15 września: Upadłość banku Lehman Brothers.
- 4 listopada: Wybór Baracka Obamy na prezydenta USA.
- 27 grudnia 2008 – 18 stycznia 2009: operacja Płynny Ołów – operacja militarna w Strefie Gazy przeprowadzona przez Izrael w celu likwidacji członków i zniszczenia infrastruktury Hamasu (około 1400 ofiar).

#### 2009
- 1 stycznia: Przyjęcie euro przez Słowację.
- 24 stycznia: Dymisja rządu Geira Haarde po protestach przeciwko kryzysowi finansowemu na Islandii.
- 1 czerwca: Katastrofa lotu Air France 447 na Oceanie Atlantyckim (228 ofiar).
- 11 czerwca 2009 – 10 sierpnia 2010: Pandemia grypy A/H1N1 (około 200 000 ofiar).
- 12 czerwca: Początek zamieszek po wyborach prezydenckich w Iranie.
- 25 czerwca: Śmierć piosenkarza Michaela Jacksona.
- 16 sierpnia: Ukończenie budowy najwyższego budynku na Ziemi – Burdż Chalifa (828 m).
- 16 sierpnia: Ustanowienie rekordu świata w biegu na 100 metrów przez Usaina Bolta na MŚ w Berlinie (9,58 s).
- 18 grudnia: Premiera filmu Avatar – najbardziej dochodowej produkcji w historii kina.

#### 2010
- 12 stycznia: Trzęsienie ziemi na Haiti (magnituda 7,0; 316 000 ofiar).
- 10 kwietnia: Katastrofa polskiego Tu-154 w Smoleńsku, śmierć Prezydenta Polski Lecha Kaczyńskiego i całej towarzyszącej mu polskiej delegacji (96 ofiar).
- 5 maja: Początek protestów w Grecji z powodu kryzysu finansowego.
- 3 czerwca: Początek eksperymentu Mars-500.
- 27 czerwca: Pierwsza udana transplantacja całej twarzy.
- 15 lipca: Wyciek ropy na Zatoce Meksykańskiej.
- 13 października: Akcja ratownicza 33 górników zasypanych w kopalni w Chile.
- 28 listopada: Ujawnienie depesz amerykańskiej dyplomacji przez WikiLeaks.
- 17 grudnia: Początek protestów w krajach arabskich przeciwko dyktatorskim władzom.

### II dekada

#### 2011
- 1 stycznia: Przyjęcie euro przez Estonię.
- 14 stycznia: Odsunięcie od władzy Zajna al-Abidina ibn Alego w wyniku rewolucji w Tunezji.
- 11 lutego: Obalenie Husniego Mubaraka w Egipcie w wyniku rewolucji w Egipcie.
- 15 lutego-23 października: Wojna domowa w Libii.
- 20 października: Obalenie i zabicie Mu’ammara al-Kaddafiego.
- 11 marca: Fala tsunami i trzęsienia ziemi na terenie Japonii (magnituda 9,0; 15 891 ofiar).
- 11 marca: Katastrofa elektrowni jądrowej Fukushima I.
- 15 marca: Początek wojny domowej w Syrii.
- 19 kwietnia: Rezygnacja Fidela Castro z funkcji I sekretarza Komunistycznej Partii Kuby.
- 2 maja: Zabicie Osamy bin Ladina w miejscowości Abbottabad w Pakistanie.
- 9 lipca: Proklamacja niepodległości Sudanu Południowego w wyniku II wojny domowej w Sudanie.
- 21 lipca: Ostatni lot wahadłowca (Atlantis).
- 22 lipca: Zamachy w Oslo i na wyspie Utøya (76 ofiar).
- lipiec-sierpień: Głód na Półwyspie Somalijskim (około 300 000 ofiar).
- 17 września: Początek demonstracji Okupuj Wall Street w Nowym Jorku.
- 31 października: Urodziny siedmiomiliardowego człowieka na Ziemi.
- 17 grudnia: Śmierć Kim Dzong Ila i przejęcie władzy przez Kim Dzong Una w Korei Północnej.

#### 2012
- 13 stycznia: Katastrofa statku Costa Concordia (32 ofiary)
- 17 stycznia: Wybuch wojny domowej w Mali.
- 24 stycznia: Protesty przeciwko ACTA.
- 28 czerwca: Zaprezentowanie na łamach Science metody inżynierii genetycznej CRISPR/Cas.
- 4 lipca: Ogłoszenie odkrycia Bozonu Higgsa.
- 6 sierpnia: Lądowanie łazika Curiosity na Marsie.
- 29 listopada: Uzyskanie statusu nieczłonkowskiego państwa obserwatora ONZ przez Palestynę.

#### 2013
- 28 lutego: Rezygnacja papieża Benedykta XVI.
- 15 lutego: Upadek meteorytu w Czelabińsku.
- 5 marca: Śmierć Hugo Cháveza.
- 13 marca: Wybór Jorge Mario Bergoglio na papieża.
- 1 lipca: Dołączenie Chorwacji do Unii Europejskiej.
- 3 lipca: Zamach stanu w Egipcie, obalenie prezydenta Muhammada Mursiego.

#### 2014
- 1 stycznia: Przyjęcie euro przez Łotwę.
- 22 lutego: Odsunięcie od władzy Wiktora Janukowycza na Ukrainie.
- 23 lutego: Początek kryzysu krymski, wybuch wojna w Donbasie.
- marzec: Wybuch epidemii gorączki krwotocznej Ebola w Afryce Zachodniej (11 149 ofiar).
- 8 marca: Zaginięcie lotu Malaysia Airlines 370 nad Morzem Południowochińskim (239 ofiar)
- 18 marca: Aneksja Krymu do Rosji.
- 12 maja: Ogłoszenie niepodległości przez Doniecką i Ługańską Republiki Ludowe.
- 8 lipca: Początek konfliktu izraelsko-palestyńskiego.
- 17 lipca: Zestrzelenie samolotu linii lotniczej Malaysia Airlines przez prorosyjskich separatystów na Ukrainie (298 ofiar).
- 29 czerwca: Ogłoszenie powstania kalifatu w Iraku i w Syrii pod nazwą Państwo Islamskie.
- 18 września: Referendum niepodległościowe w Szkocji – zwycięstwo przeciwników niepodległości (55,30%).
- 12 listopada: Lądowanie lądownika Philae na jądrze komety 67P/Czuriumow-Gierasimienko.

#### 2015
- 2015: Kryzys migracyjny w Europie, masowy napływ migrantów z Bliskiego Wschodu i Afryki Północnej do Europy.
- 1 stycznia: Przyjęcie euro przez Litwę.
- 3-8 stycznia: Masakra w Baga dokonana przez Boko Haram (12 000 ofiar).
- 7 stycznia: Zamach na redakcję Charlie Hebdo (12 ofiar).
- 27 lutego: Zabójstwo Borisa Niemcowa w centrum Moskwy.
- 24 marca: Katastrofa lotu Germanwings 9525 we francuskich Alpach. (150 ofiar).
- 14 lipca: Przelot sondy New Horizons obok Plutona.
- 13 listopada: Zamachy w Paryżu: ataki m.in. w teatrze Bataclan i w pobliżu Stade de France (129 ofiar).
- 24 listopada: Zestrzelenie rosyjskiego Su-24 przez siły tureckie na pograniczu turecko-syryjskim

#### 2016
- 11 lutego: Potwierdzenie istnienia fal grawitacyjnych.
- 12 lutego: Pierwsze w historii spotkanie papieża Franciszka i patriarchy Cyryla I na Kubie.
- 3 marca: Odkrycie galaktyki GN-z11 przez Kosmiczny Teleskop Hubble’a – najodleglejszej, znanej galaktyki we wszechświecie.
- 22 marca: Zamachy w Brukseli: wybuchy w metrze i na lotnisku (34 ofiary).
- 3 kwietnia: Początek afery Panama Papers.
- 1 czerwca: Oddanie do użytku tunelu Gotthard-Basistunnel – najdłuższego tunelu na świecie.
- 23 czerwca: Referendum ws. wyjścia Wielkiej Brytanii z Unii Europejskiej – 51,9% opowiedziało się za wyjściem, 48,1% przeciw.
- 14 lipca: Zamach w Nicei (87 ofiar).
- 8 listopada: Wybory prezydenckie w Stanach Zjednoczonych i wybór Donalda Trumpa na 45 Prezydenta Stanów Zjednoczonych.
- 25 listopada: Śmierć Fidela Castro.
- 19 grudnia: Zamach na jarmarku bożonarodzeniowym w Berlinie (12 ofiar)

#### 2017
- 20 stycznia: Zaprzysiężenie Donalda Trumpa na 45 prezydenta USA.
- 7 maja: Wybory prezydenckie we Francji – Emmanuel Macron wybrany Prezydentem Francji.
- 9 lipca: Wyzwolenie Mosulu przez siły rządowe Iraku z rąk Państwa Islamskiego.
- 24 września: Wybory parlamentarne w Niemczech – czwarta reelekcja Angeli Merkel na stanowisku Kanclerza Niemiec.
- 25 września: Referendum niepodległościowe w Kurdystanie.
- 1 października: Referendum w Katalonii w 2017 roku.
- 27 października: Proklamacja niepodległości przez parlament Katalonii. Reakcją Hiszpańskiego rządu było rozwiązanie parlamentu Katalonii.
- 14 listopada: Wskutek Zamachu stanu w Zimbabwe – Robert Mugabe oddaje władzę po 37 latach rządów dyktatorskich.
- 6 grudnia: Oficjalne uznanie przez Donalda Trumpa Jerozolimy za stolicę Izraela i wydanie polecenia Departamentowi Stanu rozpoczęcia procedury przenoszenia amerykańskiej ambasady, na mocy uchwalonej ustawy o ambasadzie w Jerozolimie.

#### 2018
- 6 lutego: Pierwszy lot rakiety Falcon Heavy.
- 11 marca: Wprowadzenie poprawki do chińskiej konstytucji, która usuwa limity czasowe dla przewodniczących ChRL, co nadało Xi Jinpingowi status „Prezydenta za życia”.
- 17 marca: wybuchła afera Cambridge Analytica, w której ujawniono, że dane około 87 milionów użytkowników Facebooka zostało wykorzystanych do agitacji politycznej przez brytyjską firmę konsultingową Cambridge Analytica.
- 11 kwietnia: Katastrofa lotnicza w Bufarik (257 ofiar).
- 19 kwietnia: Zaprzysiężenie Miguela Díaz-Canela na prezydenta Kuby, czyniąc go pierwszym prezydentem od 1959, który nie był spokrewniony z Fidelem Castro.
- 27 kwietnia: Na szczycie koreańskim w Panmundżom doszło do pieszego spotkania w historii przywódcy Koreańskiej Republiki Ludowo-Demokratycznej z prezydentem Korei Południowej.
- 3 maja: ETA oficjalnie ogłosiła, że zakończyła swoją działalność.
- 25 maja: wejście w życie ogólnego rozporządzenia Parlamentu Europejskiego i Rady z 27 kwietnia 2016 r. o ochronie danych (RODO).
- 8 czerwca – 10 lipca: Akcja ratunkowa w jaskini Tham Luang.
- 12 czerwca: Pierwsze spotkanie przywódców Stanów Zjednoczonych i Korei Północnej.
- 9 lipca: Oficjalne zakończenie wojny erytrejsko-etiopskiej.
- 17 lipca: podpisano partnerstwo gospodarcze między Unią Europejską a Japonią, które jest największą dotąd na świecie dwustronną umową o wolnym handlu, obejmującą prawie jedną trzecią światowego PKB.
- 17 listopada: początek protestów żółtych kamizelek we Francji.
- 15 grudnia: Odbył się sobór zjednoczeniowy, w którym wzięli udział przedstawiciele Ukraińskiego Kościoła Prawosławnego Patriarchatu Kijowskiego oraz Ukraińskiego Autokefalicznego Kościoła Prawosławnego, a także oddzielni przedstawiciele Ukraińskiego Kościoła Prawosławnego Patriarchatu Moskiewskiego powołano Kościół Prawosławny Ukrainy, a na jego zwierzchnika wybrano biskupa Epifaniusza.

#### 2019
- 1 stycznia: Przelot sondy New Horizont obok obiektu (486958) Arrokoth.
- 3 stycznia: Lądowanie chińskiej sondy Chang’e 4, z łazikiem Yutu 2 po niewidocznej stronie Księżyca.
- 13 stycznia: Zamach nożownika podczas 27. finału WOŚP na prezydenta Gdańska Pawła Adamowicza, w wyniku którego zmarł następnego dnia. 18 stycznia została ogłoszona dwudniowa żałoba narodowa.
- 23 stycznia: Przez kryzys prezydencki w Wenezueli, lider opozycji Juan Guaidó, ogłosił się prezydentem, a poparcia mu udzieliły Stany Zjednoczone. Przez to dotychczasowy prezydent Wenezueli Nicolás Maduro zerwał stosunki z USA.
- 15 marca: Zamach na dwa meczety w Christchurch (51 ofiar).
- 10 kwietnia: Naukowcy pracujący w Teleskopie Horyzontu Zdarzeń opublikowali pierwszy historyczny obraz czarnej dziury, znajdującej się w centrum galaktyki M87.
- 15 kwietnia: Pożar katedry Notre-Dame w Paryżu.
- 30 kwietnia: Abdykacja cesarza Japonii, Akihito. Dzień później tron przejął jego syn – Naruhito.
- 27 października: Popełnienie samobójstwa przez przywódcę państwa Islamskiego, Abu Bakr al-Baghdadiego.
- 17 listopada: Pierwsze odnotowane zachorowania na COVID-19.
- 11 grudnia: Ogłoszenie wyników referendum niepodległościowego na wyspie Bougainville, gdzie większość mieszkańców zagłosowała za niepodległością.
- 18 grudnia: Impeachment Donalda Trumpa.

#### 2020
- 3 stycznia: Przez atak rakietowy USA na lotnisko w Bagdadzie zginął irański generał Ghasem Solejmani.
- 8 stycznia: Iran zaatakował rakietami bazy wojsk USA w Iraku. Tego samego dnia doszło do omyłkowego zestrzelenia ukraińskiego samolotu pasażerskiego Boeing 737-800 przez irańskie wojska lotnicze, w wyniku czego zginęło 179 osób.
- 31 stycznia: Wielka Brytania wystąpiła z Unii Europejskiej.
- 7 lutego: Przywódca Al-Ka’idy Półwyspu Arabskiego, Kasim al-Rajmi, został zabity przez wojsko amerykańskie.
- 10 lutego: Wystrzelono sondę Solar Orbiter, której celem jest zbadanie z bliska Słońca i dotarcie do jego biegunów.
- 29 lutego: Podpisanie przez USA i Talibów trakt pokojowy w Dosze, w myśli którego wojska NATO muszą się wycofać z Afganistanu.
- 11 marca: Oficjalny początek pandemii COVID-19.
- 27 marca: Macedonia Północna przystąpiła do NATO.
- 19 – 26 kwietnia: Pożar w Biebrzańskim Parku Narodowym, który strawił ok. 9,5% powierzchni. Z pożarem walczyło ponad 2 tys. strażaków, a przyczyną było podpalenie.
- 5 maja: Wystrzelono chińską rakietę Długi Marsz-5B, która ma posłużyć do wyniesienie modułów chińskiej bazy kosmicznej.
- 25 maja: Śmierć George’a Floyda, który zginął podczas interwencji policji. Jego śmierć wywołała masę zamieszek i demonstracji w USA wymierzonych przeciwko policji.
- 30 maja: Wystartowała misja SpaceX DM-2, która była pierwszym lotem załogowym z terenów USA od misji wahadłowca STS-135 w 2011 roku, oraz pierwszą misją załogową przeprowadzoną przy pomocy pojazdów partnerów komercyjnych. Następnego dnia kapsuła Dragon przycumowała do Międzynarodowej Stacji Kosmicznej.
- 18 lipca: Pożar katedry św. Piotra i Pawła w Nantes.
- 4 sierpnia: Eksplozja saletry w Bejrucie (135 zmarłych, ok. 5 tysięcy rannych).
- 9 sierpnia: Wybory prezydenckie na Białorusi wygrał Alaksandr Łukaszenka, co wywołało falę protestów.
- 10 sierpnia: Otrucie Aleksieja Nawalnego.
- 27 września – 10 listopada: Odmrożenie konfliktu w Górskim Karabachu.
- 4 października: Referendum niepodległościowe w Nowej Kaledonii. 53,26% głosujących odrzuciło niepodległość, przy frekwencji 85,69%.
- 5 października: Wybuch protestów w Kirgistanie, spowodowanych przez sfałszowane wybory parlamentarne. Skutkiem protestów była rezygnacja Sooronbaja Dżeenbekowa ze stanowiska prezydenta Kirgistanu.
- 22 października: Uznanie przez Polski Trybunał Konstytucyjny, że przesłanka embriopatologiczna przerwania ciąży jest niezgodna z konstytucją Polski, co spowodowało falę protestów.

### III dekada

#### 2021
- 6 stycznia: Szturm na Kapitol Stanów Zjednoczonych.
- 22 stycznia: Traktat o zakazie broni jądrowej wszedł w życie.
- 1 lutego: Doszło do przejęcia władzy w Mjanmie przez wojskowych.
- 18 lutego: Lądowanie bezzałogowej sondy Mars 2020 z łazikiem Perseverance i helikopterem Ingenuity na Marsie[4].
- 21 lipca: Odbył się lot Blue Orgin, który był pierwszym automatycznie sterowany cywilnym lotem suborbitalnym.
- 15 sierpnia: zdobycie Kabulu przez Talibów.
- 30 sierpnia: Wycofanie przez USA ostatnich oddziałów wojskowych z Afganistanu, kończąc tym samym wojnę.
- 2 września – 30 listopada: Wprowadzenie stanu wyjątkowego w Polsce na obszarze granicznym z Białorusią, związanego z kryzysem migracyjnym.
- 30 listopada: Barbados zerwał unię personalną z Wielką Brytanią stając się republiką.
- 12 grudnia: Przeprowadzono ostatnie z trzech zapewnionych przez porozumienie w Numei referendum w Nowej Kaledonii, z wynikiem 96,5% za pozostaniem we Francji.
- 25 grudnia: Wystrzelenie Kosmicznego Teleskopu Jamesa Webba.

#### 2022
- 2 – 11 stycznia: Masowe protesty w Kazachstanie.
- 6 stycznia: Wkroczenie wojsk OUBZ na teren Kazachstanu w celu stabilizacji sytuacji na prośbę Kasyma-Żomarta Tokajewa.
- 10 stycznia: Pierwszy udany przeszczep serca świni do ciała człowieka. Pacjent z nowym sercem przeżył 2 miesiące[5].
- 23 – 24 stycznia: Udany zamach stanu w Burkinie Faso pod dowództwem Paul-Henriego Sandaogo Damiby przeciwko prezydentowi Rochowi Marca Christiana Kaboré'e.
- 21 lutego: Uznanie niepodległości przez Rosję Donieckiej, oraz Ługańskiej Republiki Ludowej.
- 24 lutego: Inwazja Rosji na Ukrainę.
- 15 marca - 14 listopada: Protesty na Sri Lance (10 ofiar).
- 29 marca: Podanie do publicznej wiadomości informacji o zbrodni w Buczy (ok. 50 ofiar wg ONZ).
- 9 maja: Podanie się do dymisji premiera Sri Lanki Mahinda Rajapaksa w wyniku trwających protestów.
- 12 maja: Drugie zdjęcie czarnej dziury wykonane przez Teleskop Horyzontu Zdarzeń i pierwsze zdjęcie Sagittariusa A*, centralnej czarnej dziury Drogi Mlecznej.
- 20 maja: Zakończenie oblężenia Mariupola zwycięstwem wojsk rosyjskich.
- 7 lipca: Premier Wielkiej Brytanii, Boris Johnson, złożył rezygnację z dotychczasowej pełnionych funkcji.
- 8 lipca: Zastrzelenie Shinzō Abe, byłego premiera Japonii.
- 9 lipca: Szturm protestujących na pałac prezydencki na Sri Lance i zmuszenie prezydenta Gotabaya Rajapaksa do złożenia urzędu.
- 11 lipca: Pierwsze operacyjne zdjęcie wykonane przez kosmiczny teleskop Jamesa Webba.
- sierpień: Katastrofa ekologiczna na Odrze.
- 30 sierpnia: Śmierć Michaiła Gorbaczowa.
- 8 września: Śmierć Królowej Elżbiety II.
- 12 – 14 września: Starcia zbrojne na granicy armeńsko-azerskiej, w wyniku których Azerbejdżan zajął 10 km² terytorium Armenii (215 ofiar).
- 16 września: Wybuch krwawych protestów w Iranie po zabójstwie Mahsy Amini.
- 19 września: Przywrócenie nazwy stolicy Kazachstanu z Nursłutan na Astana.
- 27 września: Celowe uderzenie przez sondę DART w planetoidę Dimorphos, w celu zmiany jej trajektorii.
- 30 września: Aneksja obwodów ługańskiego, donieckiego, zaporoskiego i chersońskiego przez Rosję.
- 30 września: Drugi udany zamach stanu w Burkinie Faso(inne języki) – Paul-Henri Sandaogo Damiba został usunięty przez Ibrahima Traore.
- 20 października: Liz Truss, premier Wielkiej Brytanii, złożyła rezygnację z dotychczasowej pełnionych funkcji po 45 dniach urzędowania.
- 30 października: W drugiej turze wyborów w Brazylii wygrał Lula da Silva pokonując urzędującego prezydenta Jaira Bolsonaro..
- 15 listopada:
  - Szacunkowo ludność na świecie przekroczyła 8 mld ludzi.
  - Eksplozja rakiety na terenie Polski, w Przewodowie (2 ofiary śmiertelne).
- 16 listopada: Start misji Artemis 1.
- 31 grudnia: Śmierć emerytowanego papieża Benedykta XVI.

#### 2023
- 1 stycznia: Chorwacja weszła w strefę Euro oraz Schengen[6]
- 7 stycznia: Początek masowych protestów przeciwko zmianom w sądownictwie w Izraelu
- 8 stycznia: Szturm na Kongres Narodowy w Brasílii[7]
- 18 stycznia: Katastrofa śmigłowca w Browarach. Zginęło 21 osób w tym większość nie związana z lotem. Wśród ofiar szef MSW Ukrainy Denys Monastyrski i dwóch innych z kierownictwa Ministerstwa SW[8]
- 6 lutego: Trzęsienie ziemi 7,8 w skali Richtera w środkowej Turcji i Syrii, w którym zginęło około 50 tys. osób[a][9]
- 17 marca: Międzynarodowy Trybunał Karny wydał nakaz aresztowania prezydenta Rosji Władimira Putina, oskarżając go o odpowiedzialność za zbrodnie wojenne popełnione na Ukrainie[10]
- 4 kwietnia:

- Finlandia została 31. członkiem NATO
- Donald Trump, były prezydent USA został aresztowany pod zarzutem fałszowania dokumentacji biznesowej, co jest pierwszym takim przypadkiem w historii USA

- 14 kwietnia: Start sondy Jupiter Icy Moon Explorer należącej do ESA w celu przeprowadzenia badań nad księżycami Jowisza – Europy, Kallisto i Ganimedesa[14].
- 15 kwietnia: Wybuch Rebelii RSF w Sudanie[15].
- 25 kwietnia: japoński lądownik Hakuto-R rozbił się o powierzchnię Księżyca[16].
- 5 maja: Światowa Organizacja Zdrowia (WHO) ogłosiła koniec globalnego zagrożenia zdrowia związanego z chorobą COVID-19, który w 2020 roku wywołał pandemię[17][18]
- 6 maja: Koronacja króla Zjednoczonego Królestwa Wielkiej Brytanii i Irlandii Północnej Karola III[19][20]
- 6 czerwca: Wysadzona została zapora wodna Kachowskiej Elektrowni Wodnej, przez co woda z zbiorniku Kachowskiego zalała okoliczne tereny wzdłuż dolnego brzegu Dniepru, w tym Chersoń[21]
- 8 czerwca: Pierwszy raz w historii Stanów Zjednoczonych przed federalnym aktem oskarżenia postawiono byłego prezydenta, Donalda Trumpa[22]
- 18 czerwca: Implozja łodzi podwodnej Titan (zginęło 5 osób)[23]
- 23-24 czerwca: Bunt Grupy Wagnera
- 26–28 lipca: Zamach stanu w Nigrze, w którym gwardia prezydencka obaliła prezydenta Mohameda Bazouma
- 23 sierpnia:
  - Katastrofa Embraera Legacy 600 pod Kużenkinem, zginęło 10 osób, w tym Jewgienij Prigożyn[24]
  - Indyjska sonda Chandrayaan-3 wylądowała na Księżycu[25]
- 30 sierpnia: zamach stanu w Gabonie wyniku którego władzę utracił dotychczasowy prezydent Alego Bongo Ondimbę[26].
- 2 września: wystrzelenie indyjskiego satelity Aditya-L1, którego celem jest obserwacja słońca[27]
- 4–12 września: Cyklon Daniel nawiedził Afrykę Północną i południowo-wschodnią Europę doprowadzając do zawalenia się dwóch tam w Dernie(inne języki), przez co łącznie przez cyklon zginęło ok. 11,5 tys osób, a kolejne 10 tys zaginęło
- 19–20 września: III wojna o Górski Karabach między siłami Azerbejdżanu a Górskiego Karabachu, zakończona rozwiązaniem nieuznawanego państwa, co spowodowało Exodus Ormian z Górskiego Karabachu do Armenii[28].
- 7 października:
  - Początek wojny Izraela z Hamasem
  - Trzęsienie ziemi w Heracie o magnitudzie 6,3 (1482 ofiar)
- 15 października: Wybory parlamentarne[29] i referendum ogólnokrajowe w Polsce. W wyborach parlamentarnych najwięcej głosów zdobył komitet wyborczy Prawa i Sprawiedliwości 35,38%, jednak liczba uzyskanych mandatów (194) nie pozwoliło zdobyć większości umożliwiającej stworzenie samodzielnego rządu. Do Sejmu dostały się także komitety KO (30,70%), TD (14,40%), Lewica (8,61%) i KWiN (7,16%)[30][31]. Frekwencja w wyborach parlamentarnych wyniosła 74,38%[32], a w referendum 40,91%[33], co oznacza, że referendum jest niewiążące
- 9 listopada: Doszło do pierwszego w historii udanego przeszczepu ludzkiego oka[34]
- 24 listopada - 1 grudnia: Zawieszenie broni między Hamasem a Izraelem; strona Hamasu wymieniła zakładników porwanych 7 października na więźniów politycznych więzionych przez Izrael[35][36]
- 3 grudnia: Referendum w Wenezueli(inne języki) dotyczące przyłączenia terytoria Esequibo, które de facto należy do Gujany.

#### 2024
- 1 stycznia:
  - oficjalnie rozwiązano struktury państwowe Górskiego Karabachu[37].
  - Arabia Saudyjska, Egipt, Etiopia, Iran i Zjednoczone Emiraty Arabskie dołączyły do BRICS[38].
  - trzęsienie ziemi w Japonii o magnitudzie 7,6 w skali Richtera[39].
- 2 stycznia: Kolizja samolotów na lotnisku Tokio-Haneda.
- 3 stycznia: Zamach w Kermanie[40].
- 19 stycznia: japoński lądownik SLIM wylądował na powierzchni Księżyca[41][42].
- 24 stycznia: w katastrofie samolotu Ił-76[43][44].
- 28 stycznia: Amerykańska firma Neuralink, jako pierwsza w historii, przeprowadziła udany zabieg wszczepienia chipa do mózgu żywego pacjenta[45].
- 6 lutego: Doszło do katastrofy helikoptera(inne języki) nad jeziorem Ranco w Chile, w której zginął były prezydent Chile Sebastián Piñera[46].
- 10 lutego: Katalin Novák ogłosiła swoją rezygnację ze stanowiska prezydenta Węgier związku z ułaskawienie osoby oskarżonej o pedofilię[47][48][49].
- 16 lutego: śmierć Aleksieja Nawalnego[50].
- 22 lutego: amerykańska sonda IM-1 Odysseus wylądowała na Księżycu, jako pierwszy w historii komercyjny księżycowy lądownik[51][52][53].
- 29 lutego: żołnierze Izraela dokonali masakry na 118 Palestyńczykach, otwierając ogień do grupy cywilów stłoczonej przy konwoju z pomocą humanitarną[54][55][56].
- 2 marca: we stolicy Haiti, Port-au-Prince, doszło do ucieczki ok. 4 tys więźniów(inne języki) z więzienia po tym, jak budynek został zdobyty przez gangi[57][58].
- 4 marca: Kongres Parlamentu Francuskiego znowelizował treść art. 34 Konstytucji Francji, gwarantując kobietom możliwość przerwania ciąży, tym samym Francja stała się pierwszym państwem na świecie, w którym prawo do aborcji zostało zagwarantowane na poziomie konstytucyjnym[59][60].
- 7 marca: Szwecja stała się 32. państwem członkowskim NATO[61][62][63].
- 11 marca: premier, oraz p.o. prezydenta Haiti, Ariel Henry, podczas pobytu na Portoryko podał się do dymisji, w związku z niemożnością powrotu do kraju, który wynika z trwającego tam chaosu politycznego(inne języki)[64].
- 13 marca: Parlament Europejski zatwierdził pierwsze na świecie rozporządzenie dotyczące sztucznej inteligencji – AI Act[65][66][67][68].
- 16 marca: w Massachusetts General Hospital(inne języki) w Bostonie doszło do pierwszego przeszczepu nerki z genetycznie modyfikowanej świni człowiekowi[69][70].
- 22 marca:  doszło do ataku na halę koncertową Crocus City Hall w Krasnogorsku pod Moskwą. Śmierć poniosło 145 osób, a 551 zostało rannych[71][72][73][74]. Do odpowiedzialności za atak przyznało się Państwo Islamskie Chorasanu[75].
- 26 marca: doszło do zawalenia się mostu Francisa Scotta Keya w Baltimore, na skutek uderzenia kontenerowca MV Dali(inne języki) w podporę mostu[76][77].
- 31 marca: Bułgaria i Rumunia przystąpiły w ograniczonym zakresie do strefy Schengen. Zniesione zostały kontrole na granicach wewnętrznych tej strefy, w portach lotniczych i morskich. Pozostawiono kontrole na lądowych przejściach granicznych[78][79][80][81].
- 1 kwietnia: Siły Obronne Izraela zaatakowały konwój humanitarny należący do organizacji humanitarnej World Central Kitchen. W wyniku ataku zginęło 7 wolontariuszy, w tym obywatele Australii, Kanady, USA, Irlandii, Palestyny oraz Polski[82][83][84]. Tego samego dnia Siły Powietrzne Izraela także zbombardowały konsulat irański w Damaszku. W nalocie zginęło 16 osób, w tym generał Mohammad Reza Zahedi(inne języki) – jeden z dowódców Sił Ghods Korpusu Strażników Rewolucji Islamskiej[85][86][87].
- 13–14 kwietnia: Iran przeprowadził atak powietrzny (z wykorzystaniem rakiet i dronów) na terytorium Izraela[88].
- 19 kwietnia: Izrael dokonał odwetowego ataku rakietowego(inne języki) na Iran, ostrzeliwując irańskie bazy wojskowe w Isfahanie, oraz Syrii i Iraku[89].
- 25 kwietnia: licząca 9 członków Prezydencka Rada Przejściowa(inne języki) objęła władzę w Haiti[90].
- 15 maja: zamach na słowackiego premiera, Roberta Ficę w Handlovej[91].
- 19 maja: w katastrofie prezydenckiego śmigłowca zginął prezydent Iranu Ebrahim Ra’isi i minister spraw zagranicznych Hosejn Amir Abdollahijan[92].
- 24 maja: w lawinie kamienistej w Papui-Nowej Gwinei zginęło szacunkowo ok. 2000 osób[93].
- 5 czerwca: Rozpoczęcie misji Boeing Crew Flight Test – statek kosmiczny Starliner, wraz z załogą, został wystrzelony za pomocą rakiety Atlas V[94].
- 9 czerwca: prezydent Francji Emmanuel Macron zapowiedział rozwiązanie Zgromadzenia Narodowego i przedterminowe wybory parlamentarne na 30 czerwca oraz 7 lipca[95].
- 10 czerwca: w katastrofie samolotu wojskowego(inne języki)w Malawi zginęło 10 osób, w tym wiceprezydent Saulos Chilima(inne języki) i była pierwsza dama Patricia Shanil Muluzi(inne języki)[96][97][98][99].
- 23 czerwca: w dwóch miastach w Dagestanie (Rosja), w Derbencie oraz Machaczkale, doszło do zamachów terrorystycznych[100][101].
- 25 czerwca: chińska sonda Chang’e 6 powróciła na Ziemię, przywożąc próbki pobrane z powierzchni Księżyca[102].
- 26 czerwca: w Boliwii doszło do nieudanego puczu(inne języki) pod dowództwem byłego szefa armii[103].
- 1 lipca: początek  masowych protestów(inne języki) w Bangladeszu[104][105][106][107][108].
- 13 lipca: zamach na byłego prezydenta Stanów Zjednoczonych Donalda Trumpa w Butler, napastnik zginął na miejscu[109].
- 21 lipca: Prezydent USA Joe Biden ogłosił rezygnację ze startu w wyborach prezydenckich w 2024 roku przekazujące swe poparcie dotychczasowej wiceprezydentce USA Kamali Harris[110].
- 27 lipca: w Atak rakietowy na boisko w Madżdal Szams na Wzgórzach Golan[111][112][113].
- 30 lipca: Izrael przeprowadził nalot(inne języki) na osiedle Harat Hurajk w Bejrucie, zabijając 7 osób, w tym dowódcę Hezbollahu Fu’ada Szukra[114].
- 31 lipca: w Teheranie w zamachu bombowym dokonanym przez siły Izraelskie zginął przywódca Hamasu Isma’il Hanijja[115].
- 1 sierpnia: w porcie lotniczym Ankara-Esenboğa doszło do największej, od czasu zakończenia zimnej wojny, wymiany więźniów(inne języki) pomiędzy Stanami Zjednoczonymi a Rosją[116][117][118][119].
- 5 sierpnia: w wyniku masowych protestów, Sheikh Hasina ustąpiła z urzędu premiera Bangladeszu i udała się do Indii[120].
- 6 sierpnia: początek ukraińskiej specjalnej operacji wojskowej w obwodzie kurskim w Rosji[121][122][123].
- 12 września: Jared Isaacman, jako pierwszy w historii kosmiczny turysta, odbył spacer kosmiczny (misja Polaris Dawn)[124][125].
- 13 września: początek powodzi w Europie Środkowej.
- 15 września: doszło do drugiej próby zamachu na Donalda Trumpa. Niedoszły zamachowiec, Ryan Wesley Routh, próbował zastrzelić Trumpa podczas jego rozgrywki w golfa, lecz został zauważony przez agentów Secret Service i ostrzelany przez nich. Zamachowiec, który uprzednio zbiegł z miejsca, został następnie ujęty[126].
- 17–18 września: eksplozje radiokomunikatorów Hezbollahu w Libanie i Syrii[127].
- 27 września: w wyniku izraelskiego bombardowania Bejrutu zginął lider Hezbollahu Hasan Nasrallah[128].
- 1 października: początek inwazji Izraela na Liban[129] i Operacja Dotrzymana Obietnica 2[130].
- 14 października: początek amerykańskiej misji kosmicznej Europa Clipper, której celem będzie badanie Jowisza i jego księżyca, Europy[131][132][133].
- 16 października: Siły Obronne Izraela przeprowadziły operację zabójstwa(inne języki) lidera Hamasu Jahjy Sinwara[134].
- 26 października:
  - Operacja Dni Pokuty[135].
  - w wyborach parlamentarnych w Gruzji wygrała partia Gruzińskie Marzenie, wywołując masowe protesty[136].
- 29 października–4 listopada: powódź w Hiszpanii (ponad 200 ofiar)[137][138][139].
- 1 listopada: Katastrofa budowlana w Nowym Sadzie[140]
- 5 listopada: w wyborach prezydenckich w USA wygrał Donald Trump[141].
- 22 listopada: MTK wydał nakazy aresztowania premiera Izraela Binjamina Netanjahu i byłego izraelskiego ministra obrony Jo’awa Galanta (podejrzanych o zbrodnie wojenne i przeciwko ludzkości w trakcie operacji w Strefie Gazy) oraz dowódcy Hamasu Muhammada Dajfa (podejrzanego o zbrodnie przeciwko ludzkości podczas ataku Hamasu na Izrael 7 października 2023)[142][143].
- 27 listopada: wejście w życie zawieszenia broni(inne języki) na okres 60 dni pomiędzy Izraelem a Hezbollahem[144][145].
- 3–4 grudnia: stan wojenny w Korei Południowej[146].
- 6 grudnia: Sąd Konstytucyjny Rumunii(inne języki) unieważnił pierwszą turę wyborów prezydenckich w tym kraju związku z tym, iż kampania Calina Georgescu, który wgrał nieoczekiwanie wybory, była fundowana z zagranicy[147].
- 8 grudnia: po trwającej ponad 13 lat wojnie domowej w Syrii upadł reżim Baszszara al-Asada[148].
- 19 grudnia: rząd Węgier Wiktora Orbana udzielił azylu politycznego polskiemu posłowi Marcinowi Romanowskiego, który był ścigany listem gończym związku ze sprawą związaną z funduszem sprawiedliwości[149].
- 20 grudnia: zamach na jarmarku bożonarodzeniowym w Magdeburgu[150].
- 24 grudnia: zainaugurowanie Jubileuszu 2025 roku poprzez otwarcie Drzwi Świętych w Bazylice św. Piotra na Watykanie[151].
- 25 grudnia: niedaleko kazachskiego miasta Aktau doszło do katastrofy samolotu azerskiej linii Azerbaijan Airlines lecącego z Baku do Groznego, w wyniku której zginęło 38 osób z 67 na pokładzie[152].
- 29 grudnia: na pasie lotniska w Muan, w Korei Południowej, rozbił się samolot linii Jeju Air lecący z Bangkoku, który podczas awaryjnego lądowania bez wysuniętego podwozia uderzył o betonowy mur. W wyniku katastrofy zginęło 179 osób z 181 znajdujących się na pokładzie[153][154][155].

#### 2025
- 1 stycznia:
  - Rumunia i Bułgaria w pełnym zakresie przystąpiły do Strefy Schengen[156].
  - Strzelanina w Cetynii, w wyniku której 13 osób zginęło, a 4 zostało rannych[157].
- 21 kwietnia:  Śmierć papieża Franciszka[158].
- 26 kwietnia: W Watykanie odbyły się uroczystości pogrzebowe papieża Franciszka[159]
- 8 maja: Wybór papieża Leona XIV[160].
- 13 czerwca: Wybuch wojny izraelsko-irańskiej[161].

## Ważne wydarzenia w nauce i technice w XXI wieku
- 4 II 2004 Facebook – serwis społecznościowy, w ramach którego zarejestrowani użytkownicy mogą tworzyć sieci i grupy, dzielić się wiadomościami i zdjęciami oraz korzystać z aplikacji, będący własnością Facebook, Inc. z siedzibą w Menlo Park. W czerwcu 2017 liczba użytkowników na całym świecie wynosiła prawie 2 miliardy, a dziennie aktywnych jest prawie 1,3 mld osób[4]. Średni wiek użytkownika serwisu to 22 lata[5]. Dane zgromadzone na Facebooku to ponad 980 petabajtów, co 24 godziny przybywa ponad 0,5 petabajta[6]. Przeciętny użytkownik spędza na Facebooku około 21 minut[7].
- 29 VI 2007 Smartfon – oparty na systemie operacyjnym iPhone OS, mający pełnić funkcje telefonu komórkowego, platformy rozrywkowej i komunikatora internetowego.
- 1 VII 2021 Latający samochód Air Car – który wykonał kurs między dwoma lotniskami[162].

## Przywódcy państw w XXI wieku
W zestawieniach pominięto osoby tymczasowo sprawujące funkcje prezydenta i pełniące jej obowiązki, numeracja kolejnych przywódców według daty wstąpienia na urząd.
W wykazie uwzględniono przywódców 12 pierwszych państw na liście państw świata według PKB nominalnego (według danych MFW z 2011 roku) oraz Polski.

### PrezydenciiPremierzyPolski
| Prezydent | Prezydent | Prezydent              | Partia               | Okres                             | Premier                   | Premier                 | Premier                   | Okres                 | Partia      |
| --------- | --------- | ---------------------- | -------------------- | --------------------------------- | ------------------------- | ----------------------- | ------------------------- | --------------------- | ----------- |
| 3. (11)   |           | Aleksander Kwaśniewski | SLD                  | 23 XII 1995 – 23 XII 2005         | 8.                        |                         | Jerzy Buzek               | 31 X 1997 – 19 X 2001 | AWS, RS AWS |
| 3. (11)   | 9.        | Aleksander Kwaśniewski | SLD                  | 23 XII 1995 – 23 XII 2005         |                           | Leszek Miller           | 19 X 2001 – 2 V 2004      | SLD-UP                |             |
| 3. (11)   | 10.       | Aleksander Kwaśniewski | SLD                  | 23 XII 1995 – 23 XII 2005         |                           | Marek Belka             | 2 V 2004 – 31 X 2005      | SLD-UP                |             |
| 3. (11)   | 11.       | Aleksander Kwaśniewski | SLD                  | 23 XII 1995 – 23 XII 2005         |                           | Kazimierz Marcinkiewicz | 31 X 2005 – 14 VII 2006   | PiS                   |             |
| 4. (12)   | 11.       |                        | Lech Kaczyński       | PiS                               | 23 XII 2005 – 10 IV 2010  | Kazimierz Marcinkiewicz | 31 X 2005 – 14 VII 2006   | PiS                   |             |
| 4. (12)   | 12.       |                        | Lech Kaczyński       | PiS                               | 23 XII 2005 – 10 IV 2010  | Jarosław Kaczyński      | 14 VII 2006 – 16 XI 2007  | PiS                   |             |
| 4. (12)   | 13.       |                        | Lech Kaczyński       | PiS                               | 23 XII 2005 – 10 IV 2010  | Donald Tusk             | 16 XI 2007 – 22 IX 2014   |                       |             |
| 4. (12)   | 13.       | PO                     | Lech Kaczyński       | PiS                               | 23 XII 2005 – 10 IV 2010  | Donald Tusk             | 16 XI 2007 – 22 IX 2014   |                       |             |
| 5. (13)   | 13.       |                        | Bronisław Komorowski | PO                                | 6 VIII 2010 – 6 VIII 2015 | Donald Tusk             | 16 XI 2007 – 22 IX 2014   |                       |             |
| 5. (13)   | 14.       |                        | Bronisław Komorowski | PO                                | 6 VIII 2010 – 6 VIII 2015 | Ewa Kopacz              | 22 IX 2014 – 16 XI 2015   | PO                    |             |
| 6. (14)   | 14.       |                        | Andrzej Duda         | PiS                               | 6 VIII 2015 – 6 VIII 2025 | Ewa Kopacz              | 22 IX 2014 – 16 XI 2015   | PO                    |             |
| 6. (14)   | 15.       |                        | Andrzej Duda         | PiS                               | 6 VIII 2015 – 6 VIII 2025 | Beata Szydło            | 16 XI 2015 – 11 XII 2017  | PiS                   |             |
| 6. (14)   | 16.       |                        | Andrzej Duda         | PiS                               | 6 VIII 2015 – 6 VIII 2025 | Mateusz Morawiecki      | 11 XII 2017 – 13 XII 2023 | PiS                   |             |
| 6. (14)   | (13.)     |                        | Andrzej Duda         | PiS                               | 6 VIII 2015 – 6 VIII 2025 | Donald Tusk             | od 13 XII 2023            |                       |             |
| 7. (15)   | (13.)     |                        | Karol Nawrocki       | bezpartyjny (popierany przez PiS) | od 6 VIII 2025            | Donald Tusk             | od 13 XII 2023            | PO                    |             |

### Prezydenci,WiceprezydenciiSekretarze stanuStanów Zjednoczonych
| Prezydent USA | Prezydent USA    | Prezydent USA  | Okres sprawowania urzędu          | Partia       | Wiceprezydent USA | Wiceprezydent USA | Wiceprezydent USA | Sekretarz stanu USA | Sekretarz stanu USA                      |
| ------------- | ---------------- | -------------- | --------------------------------- | ------------ | ----------------- | ----------------- | ----------------- | ------------------- | ---------------------------------------- |
| 42.           |                  | Bill Clinton   | 20 stycznia 1993 20 stycznia 2001 | demokrata    | 45.               |                   | Al Gore           |                     | Madeleine Albright (od 23 stycznia 1997) |
| 43.           |                  | George W. Bush | 20 stycznia 2001 20 stycznia 2009 | republikanin | 46.               |                   | Dick Cheney       |                     | Colin Powell                             |
| 43.           | Condoleezza Rice | George W. Bush | 20 stycznia 2001 20 stycznia 2009 | republikanin | 46.               |                   | Dick Cheney       |                     |                                          |
| 44.           |                  | Barack Obama   | 20 stycznia 2009 20 stycznia 2017 | demokrata    | 47.               |                   | Joe Biden         |                     | Hillary Clinton                          |
| 44.           | John Kerry       | Barack Obama   | 20 stycznia 2009 20 stycznia 2017 | demokrata    | 47.               |                   | Joe Biden         |                     |                                          |
| 45.           |                  | Donald Trump   | 20 stycznia 2017 20 stycznia 2021 | republikanin | 48.               |                   | Mike Pence        |                     | Rex Tillerson                            |
| 46.           |                  | Joe Biden      | 20 stycznia 2021 20 stycznia 2025 | demokrata    | 49.               |                   | Kamala Harris     |                     | Antony Blinken                           |
| 47.           |                  | Donald Trump   | od 20 stycznia 2025               | republikanin | 50.               |                   | J.D. Vance        |                     | Marco Rubio                              |

### PrzewodniczącyiPremierzyChin
| Lp. | Przewodniczący | Okres sprawowania urzędu      | Premier    |
| --- | -------------- | ----------------------------- | ---------- |
| 9.  | Jiang Zemin    | 27 marca 1993 – 15 marca 2003 | Zhu Rongji |
| 10. | Hu Jintao      | 15 marca 2003 – 14 marca 2013 | Wen Jiabao |
| 11. | Xi Jinping     | od 14 marca 2013              | Li Keqiang |
| 11. | Xi Jinping     | od 14 marca 2013              | Li Qiang   |

### CesarzeiPremierzyJaponii
| Lp.  | Cesarz   | Okres panowania                    | Premier            | Okres sprawowania urzędu                  |
| ---- | -------- | ---------------------------------- | ------------------ | ----------------------------------------- |
| 125. | Akihito  | 7 stycznia 1989 – 30 kwietnia 2019 | Yoshirō Mori       | 5 kwietnia 2000 – 26 kwietnia 2001        |
| 125. | Akihito  | 7 stycznia 1989 – 30 kwietnia 2019 | Jun’ichirō Koizumi | 26 kwietnia 2001 – 26 września 2006       |
| 125. | Akihito  | 7 stycznia 1989 – 30 kwietnia 2019 | Shinzō Abe         | 26 września 2006 – 26 września 2007       |
| 125. | Akihito  | 7 stycznia 1989 – 30 kwietnia 2019 | Yasuo Fukuda       | 26 września 2007 – 24 września 2008       |
| 125. | Akihito  | 7 stycznia 1989 – 30 kwietnia 2019 | Tarō Asō           | 24 września 2008 – 16 września 2009       |
| 125. | Akihito  | 7 stycznia 1989 – 30 kwietnia 2019 | Yukio Hatoyama     | 16 września 2009 – 8 czerwca 2010         |
| 125. | Akihito  | 7 stycznia 1989 – 30 kwietnia 2019 | Naoto Kan          | 8 czerwca 2010 – 2 września 2011          |
| 125. | Akihito  | 7 stycznia 1989 – 30 kwietnia 2019 | Yoshihiko Noda     | 2 września 2011 – 26 grudnia 2012         |
| 125. | Akihito  | 7 stycznia 1989 – 30 kwietnia 2019 | Shinzō Abe         | 26 grudnia 2012 – 16 września 2020        |
| 126. | Naruhito | od 1 maja 2019                     | Shinzō Abe         | 26 grudnia 2012 – 16 września 2020        |
| 126. | Naruhito | od 1 maja 2019                     | Yoshihide Suga     | 16 września 2020 – 4 października 2021    |
| 126. | Naruhito | od 1 maja 2019                     | Fumio Kishida      | 4 października 2021 – 1 października 2024 |
| 126. | Naruhito | od 1 maja 2019                     | Shigeru Ishiba     | od 1 października 2024                    |

### PrezydenciiKanclerzeNiemiec
| Lp. | Prezydent               | Okres sprawowania urzędu         | Kanclerz         | Okres sprawowania urzędu                 |
| --- | ----------------------- | -------------------------------- | ---------------- | ---------------------------------------- |
| 8.  | Johannes Rau            | 1 lipca 1999 – 30 czerwca 2004   | Gerhard Schröder | 27 października 1998 – 22 listopada 2005 |
| 9.  | Horst Köhler            | 1 lipca 2004 – 31 maja 2010      | Gerhard Schröder | 27 października 1998 – 22 listopada 2005 |
| 9.  | Horst Köhler            | 1 lipca 2004 – 31 maja 2010      | Angela Merkel    | 22 listopada 2005 – 8 grudnia 2021       |
| 10. | Christian Wulff         | 30 czerwca 2010 – 17 lutego 2012 | Angela Merkel    | 22 listopada 2005 – 8 grudnia 2021       |
| 11. | Joachim Gauck           | 18 marca 2012 – 19 marca 2017    | Angela Merkel    | 22 listopada 2005 – 8 grudnia 2021       |
| 12. | Frank-Walter Steinmeier | od 19 marca 2017                 | Angela Merkel    | 22 listopada 2005 – 8 grudnia 2021       |
| 12. | Frank-Walter Steinmeier | od 19 marca 2017                 | Olaf Scholz      | 8 grudnia 2021 – 6 maja 2025             |
| 12. | Frank-Walter Steinmeier | od 19 marca 2017                 | Friedrich Merz   | od 6 maja 2025                           |

### PrezydenciiPremierzyFrancji
| Lp. | Prezydent         | Okres sprawowania urzędu    | Premier               | Okres sprawowania urzędu       |
| --- | ----------------- | --------------------------- | --------------------- | ------------------------------ |
| 5.  | Jacques Chirac    | 17 maja 1995 – 16 maja 2007 | Lionel Jospin         | 3 czerwca 1997 – 6 maja 2002   |
| 5.  | Jacques Chirac    | 17 maja 1995 – 16 maja 2007 | Jean-Pierre Raffarin  | 7 maja 2002 – 31 maja 2005     |
| 5.  | Jacques Chirac    | 17 maja 1995 – 16 maja 2007 | Dominique de Villepin | 31 maja 2005 – 17 maja 2007    |
| 6.  | Nicolas Sarkozy   | 16 maja 2007 – 15 maja 2012 | François Fillon       | 17 maja 2007 – 16 maja 2012    |
| 7.  | François Hollande | 15 maja 2012 – 14 maja 2017 | Jean-Marc Ayrault     | 16 maja 2012 – 31 marca 2014   |
| 7.  | François Hollande | 15 maja 2012 – 14 maja 2017 | Manuel Valls          | 31 marca 2014 – 6 grudnia 2016 |
| 7.  | François Hollande | 15 maja 2012 – 14 maja 2017 | Bernard Cazeneuve     | 6 grudnia 2016 – 15 maja 2017  |
| 8.  | Emmanuel Macron   | od 14 maja 2017             | Édouard Philippe      | 15 maja 2017 – 3 lipca 2020    |
| 8.  | Emmanuel Macron   | od 14 maja 2017             | Jean Castex           | 3 lipca 2020 – 16 maja 2022    |
| 8.  | Emmanuel Macron   | od 14 maja 2017             | Élisabeth Borne       | 16 maja 2022 – 9 stycznia 2024 |
| 8.  | Emmanuel Macron   | od 14 maja 2017             | Gabriel Attal         | 9 stycznia – 5 września 2024   |
| 8.  | Emmanuel Macron   | od 14 maja 2017             | Michel Barnier        | 5 września – 13 grudnia 2024   |
| 8.  | Emmanuel Macron   | od 14 maja 2017             | François Bayrou       | od 13 grudnia 2024             |

### PrezydenciiWiceprezydenciBrazylii
| Lp. | Prezydent                 | Okres sprawowania urzędu           | Wiceprezydent                        |
| --- | ------------------------- | ---------------------------------- | ------------------------------------ |
| 38. | Fernando Henrique Cardoso | 1 stycznia 1995 – 1 stycznia 2003  | Marco Maciel                         |
| 39. | Luiz Inácio Lula da Silva | 1 stycznia 2003 – 1 stycznia 2011  | José Alencar                         |
| 40. | Dilma Rousseff            | 1 stycznia 2011 – 31 sierpnia 2016 | Michel Temer                         |
| 41. | Michel Temer              | 31 sierpnia 2016 – 1 stycznia 2019 | vacat                                |
| 42. | Jair Bolsonaro            | 1 stycznia 2019 – 1 stycznia 2023  | Hamilton Mourão                      |
| 43. | Luiz Inácio Lula da Silva | od 1 stycznia 2023                 | Geraldo José Rodrigues Alckmin Filho |

### WładcyiPremierzyWielkiej Brytanii

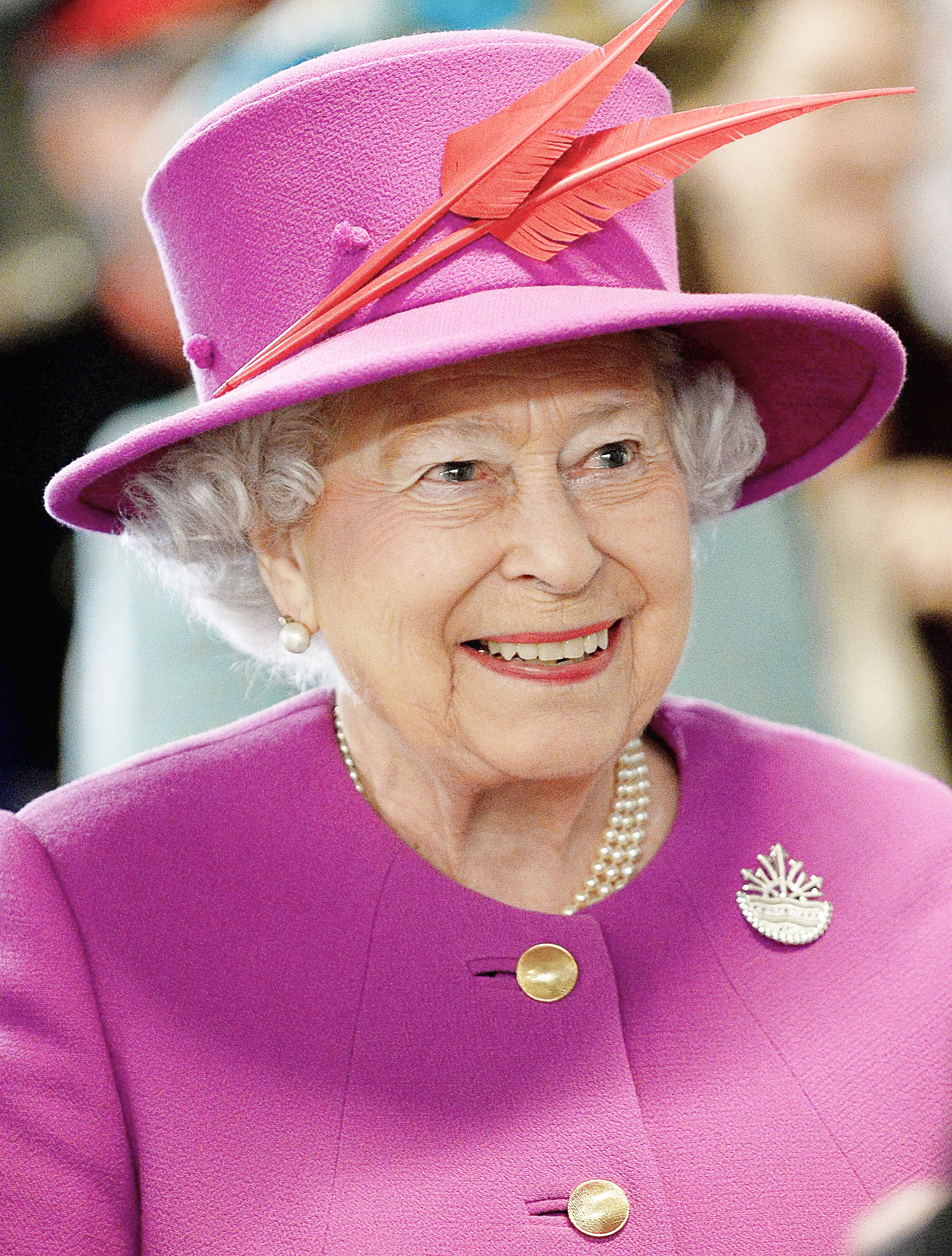
Elżbieta II – najdłużej panujący monarcha brytyjski w historii.

| Lp. | Władca      | Okres panowania                 | Premier       | Okres sprawowania urzędu            |
| --- | ----------- | ------------------------------- | ------------- | ----------------------------------- |
| 67. | Elżbieta II | 6 lutego 1952 – 8 września 2022 | Tony Blair    | 2 maja 1997 – 27 czerwca 2007       |
| 67. | Elżbieta II | 6 lutego 1952 – 8 września 2022 | Gordon Brown  | 27 czerwca 2007 – 11 maja 2010      |
| 67. | Elżbieta II | 6 lutego 1952 – 8 września 2022 | David Cameron | 11 maja 2010 – 13 lipca 2016        |
| 67. | Elżbieta II | 6 lutego 1952 – 8 września 2022 | Theresa May   | 13 lipca 2016 – 24 lipca 2019       |
| 67. | Elżbieta II | 6 lutego 1952 – 8 września 2022 | Boris Johnson | 24 lipca 2019 – 6 września 2022     |
| 67. | Elżbieta II | 6 lutego 1952 – 8 września 2022 | Liz Truss     | 6 września – 25 października 2022   |
| 68. | Karol III   | od 8 września 2022              | Liz Truss     | 6 września – 25 października 2022   |
| 68. | Karol III   | od 8 września 2022              | Rishi Sunak   | 25 października 2022 – 5 lipca 2024 |
| 68. | Karol III   | od 8 września 2022              | Keir Starmer  | od 5 lipca 2024                     |

### PrezydenciiPremierzyWłoch
| Lp. | Prezydent            | Okres                           | Premier           | Okres                                 |
| --- | -------------------- | ------------------------------- | ----------------- | ------------------------------------- |
| 10. | Carlo Azeglio Ciampi | 18 maja 1999 – 15 maja 2006     | Giuliano Amato    | 25 kwietnia 2000 – 11 czerwca 2001    |
| 10. | Carlo Azeglio Ciampi | 18 maja 1999 – 15 maja 2006     | Silvio Berlusconi | 11 czerwca 2001 – 17 maja 2006        |
| 11. | Giorgio Napolitano   | 15 maja 2006 – 14 stycznia 2015 |                   |                                       |
| 11. | Giorgio Napolitano   | 15 maja 2006 – 14 stycznia 2015 | Romano Prodi      | 17 maja 2006 – 8 maja 2008            |
| 11. | Giorgio Napolitano   | 15 maja 2006 – 14 stycznia 2015 | Silvio Berlusconi | 8 maja 2008 – 16 listopada 2011       |
| 11. | Giorgio Napolitano   | 15 maja 2006 – 14 stycznia 2015 | Mario Monti       | 16 listopada 2011 – 28 kwietnia 2013  |
| 11. | Giorgio Napolitano   | 15 maja 2006 – 14 stycznia 2015 | Enrico Letta      | 28 kwietnia 2013 – 22 lutego 2014     |
| 11. | Giorgio Napolitano   | 15 maja 2006 – 14 stycznia 2015 | Matteo Renzi      | 22 lutego 2014−12 grudnia 2016        |
| 12. | Sergio Mattarella    | od 3 lutego 2015                | Matteo Renzi      | 22 lutego 2014−12 grudnia 2016        |
| 12. | Sergio Mattarella    | od 3 lutego 2015                | Paolo Gentiloni   | 12 grudnia 2016 – 1 czerwca 2018      |
| 12. | Sergio Mattarella    | od 3 lutego 2015                | Giuseppe Conte    | 1 czerwca 2018 – 13 lutego 2021       |
| 12. | Sergio Mattarella    | od 3 lutego 2015                | Mario Draghi      | 13 lutego 2021 – 22 października 2022 |
| 12. | Sergio Mattarella    | od 3 lutego 2015                | Giorgia Meloni    | od 22 października 2022               |

### PrezydenciiPremierzyRosji
| Lp. | Prezydent           | Okres sprawowania urzędu  | Premier             | Okres sprawowania urzędu        |
| --- | ------------------- | ------------------------- | ------------------- | ------------------------------- |
| 2.  | Władimir Putin      | 7 maja 2000 – 7 maja 2008 | Michaił Kasjanow    | 17 maja 2000 – 24 lutego 2004   |
| 2.  | Władimir Putin      | 7 maja 2000 – 7 maja 2008 | Michaił Fradkow     | 5 marca 2004 – 14 września 2007 |
| 2.  | Władimir Putin      | 7 maja 2000 – 7 maja 2008 | Wiktor Zubkow       | 14 września 2007 – 7 maja 2008  |
| 3.  | Dmitrij Miedwiediew | 7 maja 2008 – 7 maja 2012 | Władimir Putin      | 8 maja 2008 – 7 maja 2012       |
| 2.  | Władimir Putin      | od 7 maja 2012            | Dmitrij Miedwiediew | 8 maja 2012 – 15 stycznia 2020  |
| 2.  | Władimir Putin      | od 7 maja 2012            | Michaił Miszustin   | od 16 stycznia 2020             |

### MonarchowieiPremierzyKanady
| Lp. | Władca      | Okres panowania                 | Premier        | Okres sprawowania urzędu           |
| --- | ----------- | ------------------------------- | -------------- | ---------------------------------- |
| 4.  | Elżbieta II | 6 lutego 1952 – 8 września 2022 | Jean Chrétien  | 4 listopada 1993 – 12 grudnia 2003 |
| 4.  | Elżbieta II | 6 lutego 1952 – 8 września 2022 | Paul Martin    | 12 grudnia 2003 – 6 lutego 2006    |
| 4.  | Elżbieta II | 6 lutego 1952 – 8 września 2022 | Stephen Harper | 6 lutego 2006 – 4 listopada 2015   |
| 4.  | Elżbieta II | 6 lutego 1952 – 8 września 2022 | Justin Trudeau | 4 listopada 2015 – 14 marca 2025   |
| 5.  | Karol III   | od 8 września 2022              | Justin Trudeau | 4 listopada 2015 – 14 marca 2025   |
| 5.  | Karol III   | od 8 września 2022              | Mark Carney    | od 14 marca 2025                   |

### PrezydenciiPremierzyIndii
| Lp. | Prezydent                                                           | Premier                                             |
| --- | ------------------------------------------------------------------- | --------------------------------------------------- |
| 10. | Kocheril Raman Narayanan (25 lipca 1997 – 25 lipca 2002)            | Atal Bihari Vajpayee (19 marca 1998 – 22 maja 2004) |
| 11. | Avul Pakir Jainulabdeen Abdul Kalam (25 lipca 2002 – 24 lipca 2007) | Atal Bihari Vajpayee (19 marca 1998 – 22 maja 2004) |
| 11. | Avul Pakir Jainulabdeen Abdul Kalam (25 lipca 2002 – 24 lipca 2007) | Manmohan Singh (22 maja 2004 – 26 maja 2014)        |
| 12. | Pratibha Patil (25 lipca 2007 – 25 lipca 2012)                      |                                                     |
| 13. | Pranab Mukherjee (25 lipca 2012 – 25 lipca 2017)                    |                                                     |
| 13. | Pranab Mukherjee (25 lipca 2012 – 25 lipca 2017)                    | Narendra Modi (od 26 maja 2014)                     |
| 14. | Ram Nath Kovind (25 lipca 2017 – 25 lipca 2022)                     |                                                     |
| 15. | Draupadi Murmu (od 25 lipca 2022)                                   |                                                     |

### WładcyiPremierzyHiszpanii
| Lp. | Król                                              | Premier                                                           |
| --- | ------------------------------------------------- | ----------------------------------------------------------------- |
| 25. | Jan Karol I (22 listopada 1975 – 19 czerwca 2014) | José María Aznar (4 maja 1996 – 16 kwietnia 2004)                 |
| 25. | Jan Karol I (22 listopada 1975 – 19 czerwca 2014) | José Luis Rodríguez Zapatero (16 kwietnia 2004 – 21 grudnia 2011) |
| 25. | Jan Karol I (22 listopada 1975 – 19 czerwca 2014) | Mariano Rajoy (21 grudnia 2011 – 2 czerwca 2018)                  |
| 26. | Filip VI (od 19 czerwca 2014)                     |                                                                   |
| 26. | Filip VI (od 19 czerwca 2014)                     | Pedro Sánchez (od 2 czerwca 2018)                                 |

## Przywódcyreligijni

### Przywódcychrześcijańscy

#### PrawosławnyPatriarcha Konstantynopola
| Lp.  | Herb | Patriarcha   | Zdjęcie | Świeckie imię i nazwisko                   | Miejsce urodzenia | Pontyfikat       |
| 269. |      | Bartłomiej I |         | Dimitrios Archondonis Δημήτριος Αρχοντώνης | Imroz, Turcja     | 2 listopada 1991 |

#### KatolickiPapież
| Lp.       | Herb | Papież Suweren Państwa Miasto Watykan | Wizerunek | Łacińskie imię            | Świeckie imię i nazwisko | Miejsce urodzenia          | Pontyfikat                             |
| 264. / 6. |      | Jan Paweł II                          |           | Ioannes Paulus Secundus   | Karol Józef Wojtyła      | Wadowice, Polska           | 16 października 1978 – 2 kwietnia 2005 |
| 265. / 7. |      | Benedykt XVI                          |           | Benedictus Sextus Decimus | Joseph Alois Ratzinger   | Marktl, Niemcy             | 19 kwietnia 2005 – 28 lutego 2013      |
| 266. / 8. |      | Franciszek                            |           | Franciscus                | Jorge Mario Bergoglio    | Buenos Aires, Argentyna    | 13 marca 2013 – 21 kwietnia 2025       |
| 267. / 9. |      | Leon XIV                              |           | Leo Quartus Decimus       | Robert Francis Prevost   | Chicago, Stany Zjednoczone | od 8 maja 2025                         |

### PrzywódcyBuddyzmu

#### Dalajlama
| Lp. | Dalajlama     | Wizerunek | Świeckie imię i nazwisko | Miejsce urodzenia | Pontyfikat        |
| 14. | XIV Dalajlama |           | Tenzin Gjaco             | Takcer, Tybet     | od 22 lutego 1940 |

## Przywódcy organizacji międzynarodowych w XXI wieku

### PrzywódcyUnii Europejskiej
| Przew. Komisji Europejskiej                  | Przew. Rady Europejskiej                    | Przew. Parlamentu Europejskiego               |
| -------------------------------------------- | ------------------------------------------- | --------------------------------------------- |
| Romano Prodi (17 IX 1999 – 22 XI 2004)       | Göran Persson (1 I-30 VI 2001)              | Nicole Fontaine (20 VI 1999 – 15 I 2002)      |
| Romano Prodi (17 IX 1999 – 22 XI 2004)       | Guy Verhofstadt (1 VII-31 XII 2001)         | Nicole Fontaine (20 VI 1999 – 15 I 2002)      |
| Romano Prodi (17 IX 1999 – 22 XI 2004)       | José María Aznar (1 I-30 VI 2002)           | Pat Cox (15 I 2002 – 20 VII 2004)             |
| Romano Prodi (17 IX 1999 – 22 XI 2004)       | Anders Fogh Rasmussen (1 VII-31 XII 2002)   | Pat Cox (15 I 2002 – 20 VII 2004)             |
| Romano Prodi (17 IX 1999 – 22 XI 2004)       | Kostas Simitis (1 I-30 VI 2003)             | Pat Cox (15 I 2002 – 20 VII 2004)             |
| Romano Prodi (17 IX 1999 – 22 XI 2004)       | Silvio Berlusconi (1 VII-31 XII 2003)       | Pat Cox (15 I 2002 – 20 VII 2004)             |
| Romano Prodi (17 IX 1999 – 22 XI 2004)       | Bertie Ahern (1 I-30 VI 2004)               | Pat Cox (15 I 2002 – 20 VII 2004)             |
| Romano Prodi (17 IX 1999 – 22 XI 2004)       | Jan Peter Balkenende (1 VII-31 XII 2004)    | Josep Borrell (20 VII 2004 – 16 I 2007)       |
| José Manuel Barroso (22 XI 2004 – 1 XI 2014) | Jean-Claude Juncker (1 I-30 VI 2005)        | Josep Borrell (20 VII 2004 – 16 I 2007)       |
| José Manuel Barroso (22 XI 2004 – 1 XI 2014) | Tony Blair (1 VII-31 XII 2005)              | Josep Borrell (20 VII 2004 – 16 I 2007)       |
| José Manuel Barroso (22 XI 2004 – 1 XI 2014) | Wolfgang Schüssel (1 I-30 VI 2006)          | Josep Borrell (20 VII 2004 – 16 I 2007)       |
| José Manuel Barroso (22 XI 2004 – 1 XI 2014) | Matti Vanhanen (1 VII-31 XII 2006)          | Josep Borrell (20 VII 2004 – 16 I 2007)       |
| José Manuel Barroso (22 XI 2004 – 1 XI 2014) | Angela Merkel (1 I-30 VI 2007)              | Hans-Gert Pöttering (16 I 2007 – 14 VII 2009) |
| José Manuel Barroso (22 XI 2004 – 1 XI 2014) | José Sócrates (1 VII-31 XII 2007)           | Hans-Gert Pöttering (16 I 2007 – 14 VII 2009) |
| José Manuel Barroso (22 XI 2004 – 1 XI 2014) | Janez Janša (1 I-30 VI 2008)                | Hans-Gert Pöttering (16 I 2007 – 14 VII 2009) |
| José Manuel Barroso (22 XI 2004 – 1 XI 2014) | Nicolas Sarkozy (1 VII-31 XII 2008)         | Hans-Gert Pöttering (16 I 2007 – 14 VII 2009) |
| José Manuel Barroso (22 XI 2004 – 1 XI 2014) | Mirek Topolánek (1 I-8 V 2009)              | Hans-Gert Pöttering (16 I 2007 – 14 VII 2009) |
| José Manuel Barroso (22 XI 2004 – 1 XI 2014) | Jan Fischer (8 V-30 VI 2009)                | Hans-Gert Pöttering (16 I 2007 – 14 VII 2009) |
| José Manuel Barroso (22 XI 2004 – 1 XI 2014) | Fredrik Reinfeldt (1 VII-1 XII 2009)        | Jerzy Buzek (14 VII 2009 – 17 I 2012)         |
| José Manuel Barroso (22 XI 2004 – 1 XI 2014) | Herman Van Rompuy (1 XII 2009 – 30 XI 2014) | Jerzy Buzek (14 VII 2009 – 17 I 2012)         |
| Jean-Claude Juncker (1 XI 2014 – 30 XI 2019) | Donald Tusk (1 XII 2014 – 30 XI 2019)       | Martin Schulz (17 I 2012 – 17 I 2017)         |
| Jean-Claude Juncker (1 XI 2014 – 30 XI 2019) | Donald Tusk (1 XII 2014 – 30 XI 2019)       | Antonio Tajani (17 I 2017 – 3 VII 2019)       |
| Ursula von der Leyen (od 1 XII 2019)         | Charles Michel (1 XII 2019 – 30 XI 2024)    | David Sassoli (3 VII 2019 – 11 I 2022)        |
| Ursula von der Leyen (od 1 XII 2019)         | Charles Michel (1 XII 2019 – 30 XI 2024)    | Roberta Metsola (od 18 I 2022)                |
| Ursula von der Leyen (od 1 XII 2019)         | António Costa (od 1 XII 2024)               |                                               |

### Sekretarze generalni ONZ
| Lp. | Sekretarz generalny | Okres sprawowania urzędu          |
| --- | ------------------- | --------------------------------- |
| 7.  | Kofi Annan          | 1 stycznia 1997 – 31 grudnia 2006 |
| 8.  | Ban Ki-moon         | 1 stycznia 2007−31 grudnia 2016   |
| 9.  | António Guterres    | od 1 stycznia 2017                |

### Sekretarze generalni NATO
| Lp. | Sekretarz generalny   | Okres sprawowania urzędu                  |
| --- | --------------------- | ----------------------------------------- |
| 10. | George Robertson      | 14 października 1999 – 17 grudnia 2003    |
| 11. | Jaap de Hoop Scheffer | 1 stycznia 2004 – 1 sierpnia 2009         |
| 12. | Anders Fogh Rasmussen | 1 sierpnia 2009 – 30 września 2014        |
| 13. | Jens Stoltenberg      | 1 października 2014 – 1 października 2024 |
| 14. | Mark Rutte            | od 1 października 2024                    |

## Laureaci nagrodyCzłowiek Roku tygodnika „Time”
| Rok  | Osoba                                          |
| ---- | ---------------------------------------------- |
| 2001 | Rudy Giuliani                                  |
| 2002 | Cynthia Cooper, Sherron Watkins, Coleen Rowley |
| 2003 | Żołnierz amerykański                           |
| 2004 | George W. Bush                                 |
| 2005 | Bono, Bill Gates, Melinda Gates                |
| 2006 | Ty                                             |
| 2007 | Władimir Putin                                 |
| 2008 | Barack Obama                                   |
| 2009 | Ben Bernanke                                   |
| 2010 | Mark Zuckerberg                                |
| 2011 | Protestujący                                   |
| 2012 | Barack Obama                                   |
| 2013 | papież Franciszek                              |
| 2014 | Walczący z Ebolą                               |
| 2015 | Angela Merkel                                  |
| 2016 | Donald Trump                                   |
| 2017 | Osoby, które przerwały milczenie               |
| 2018 | Dżamal Chaszukdżi                              |
| 2018 | Wa Lone                                        |
| 2018 | Kyaw Soe Oo                                    |
| 2018 | Maria Ressa                                    |
| 2019 | Greta Thunberg                                 |
| 2020 | Joe Biden                                      |
| 2020 | Kamala Harris                                  |
| 2021 | Elon Musk                                      |
| 2022 | Wołodymyr Zełenski                             |
| 2022 | Duch Ukrainy                                   |
| 2023 | Taylor Swift                                   |
| 2024 | Donald Trump                                   |

## LaureaciNagrody Nobla
| Rok  | Fizyka                                                      | Chemia                                                    | Fizjologia lub medycyna                                     | Literatura                   | Pokojowa                                                               | Ekonomia                                              |
| ---- | ----------------------------------------------------------- | --------------------------------------------------------- | ----------------------------------------------------------- | ---------------------------- | ---------------------------------------------------------------------- | ----------------------------------------------------- |
| 2001 | Eric Cornell, Wolfgang Ketterle, Carl Wieman                | William Knowles, Ryōji Noyori, Barry Sharpless            | Leland H. Hartwell, Timothy Hunt, Paul Nurse                | V.S. Naipaul                 | Organizacja Narodów Zjednoczonych, Kofi Annan                          | George A. Akerlof, Michael Spence, Joseph E. Stiglitz |
| 2002 | Raymond Davis, Masatoshi Koshiba, Riccardo Giacconi         | John Fenn, Kōichi Tanaka, Kurt Wüthrich                   | Sydney Brenner, Howard Robert Horvitz, John Sulston         | Imre Kertész                 | Jimmy Carter                                                           | Daniel Kahneman, Vernon Smith                         |
| 2003 | Aleksiej Abrikosow, Witalij Ginzburg, Anthony James Leggett | Peter Agre, Roderick MacKinnon                            | Paul Lauterbur, Peter Mansfield                             | John Maxwell Coetzee         | Szirin Ebadi                                                           | Robert Engle, Clive Granger                           |
| 2004 | David Gross, Hugh David Politzer, Frank Wilczek             | Aaron Ciechanower, Awram Herszko, Irwin Rose              | Richard Axel, Linda B. Buck                                 | Elfriede Jelinek             | Wangari Maathai                                                        | Finn E. Kydland, Edward C. Prescott                   |
| 2005 | Roy Glauber, John L. Hall, Theodor Hänsch                   | Yves Chauvin, Robert Grubbs, Richard Schrock              | Barry Marshall, Robin Warren                                | Harold Pinter                | Międzynarodowa Agencja Energii Atomowej, Muhammad el-Baradei           | Robert Aumann, Thomas Schelling                       |
| 2006 | John C. Mather, George F. Smoot                             | Roger Kornberg                                            | Andrew Z. Fire, Craig C. Mello                              | Orhan Pamuk                  | Muhammad Yunus, Grameen Bank                                           | Edmund S. Phelps                                      |
| 2007 | Albert Fert, Peter Grünberg                                 | Gerhard Ertl                                              | Mario Capecchi, Martin Evans, Oliver Smithies               | Doris Lessing                | Intergovernmental Panel on Climate Change, Al Gore                     | Leonid Hurwicz, Eric Maskin, Roger Myerson            |
| 2008 | Yoichiro Nambu, Makoto Kobayashi, Toshihide Masukawa        | Osamu Shimomura, Martin Chalfie, Roger Tsien              | Harald zur Hausen, Françoise Barré-Sinoussi, Luc Montagnier | Jean-Marie Gustave Le Clézio | Martti Ahtisaari                                                       | Paul Krugman                                          |
| 2009 | Charles K. Kao, Willard S. Boyle, George E. Smith           | Venkatraman Ramakrishnan, Thomas Steitz, Ada Jonath       | Elizabeth Blackburn, Carol Greider, Jack W. Szostak         | Herta Müller                 | Barack Obama                                                           | Elinor Ostrom, Oliver Williamson                      |
| 2010 | Andriej Gejm, Konstantin Nowosiołow                         | Richard Heck, Eiichi Negishi, Akira Suzuki                | Robert Edwards                                              | Mario Vargas Llosa           | Liu Xiaobo                                                             | Peter Diamond, Dale Mortensen, Christopher Pissarides |
| 2011 | Saul Perlmutter, Adam Riess, Brian Schmidt                  | Dan Szechtman                                             | Bruce Beutler, Jules Hoffmann, Ralph Steinman               | Tomas Tranströmer            | Leymah Gbowee, Ellen Johnson-Sirleaf, Tawakkul Karman                  | Thomas Sargent, Christopher Sims                      |
| 2012 | Serge Haroche, David Wineland                               | Robert Lefkowitz, Brian Kobilka                           | John Gurdon, Shin’ya Yamanaka                               | Mo Yan                       | Unia Europejska                                                        | Lloyd Shapley, Alvin E. Roth                          |
| 2013 | Peter Higgs, François Englert                               | Martin Karplus, Michael Levitt, Arieh Warshel             | James Rothman, Randy Schekman, Thomas Südhof                | Alice Munro                  | Organizacja ds. Zakazu Broni Chemicznej                                | Eugene Fama, Lars Peter Hansen, Robert J. Shiller     |
| 2014 | Isamu Akasaki, Hiroshi Amano, Shūji Nakamura                | Eric Betzig, Stefan Hell, William Moerner                 | Edvard Moser, May-Britt Moser, John O’Keefe                 | Patrick Modiano              | Kailash Satyarthi, Malala Yousafzai                                    | Jean Tirole                                           |
| 2015 | Takaaki Kajita, Arthur B. McDonald                          | Tomas Lindahl, Paul Modrich, Aziz Sancar                  | William C. Campbell, Satoshi Ōmura, Tu Youyou               | Swiatłana Aleksijewicz       | Tunezyjski Kwartet na rzecz Dialogu Narodowego                         | Angus Deaton                                          |
| 2016 | Duncan Haldane, John M. Kosterlitz, David J. Thouless       | Ben Feringa, Jean-Pierre Sauvage, Fraser Stoddart         | Yoshinori Ōsumi                                             | Bob Dylan                    | Juan Manuel Santos                                                     | Oliver Hart, Bengt Holmström                          |
| 2017 | Rainer Weiss, Barry Barish, Kip Thorne                      | Jacques Dubochet, Joachim Frank, Richard Henderson        | Jeffrey C. Hall, Michael Rosbash, Michael W. Young          | Kazuo Ishiguro               | Międzynarodowa Kampania na rzecz Zniesienia Broni Nuklearnej           | Richard Thaler                                        |
| 2018 | Arthur Ashkin, Gérard Mourou, Donna Strickland              | Frances Arnold, George P. Smith, Gregory P. Winter        | James P. Allison, Tasuku Honjo                              | Olga Tokarczuk               | Denis Mukwege, Nadia Murad                                             | William Nordhaus, Paul Romer                          |
| 2019 | James Peebles, Michel Mayor, Didier Queloz                  | John B. Goodenough, M. Stanley Whittingham, Akira Yoshino | Peter J. Ratcliffe, Gregg L. Semenza, William Kaelin Jr.    | Peter Handke                 | Abiy Ahmed Ali                                                         | Abhijit Banerjee, Esther Duflo, Michael Kremer        |
| 2020 | Roger Penrose, Andrea Ghez, Reinhard Genzel                 | Jennifer Doudna, Emmanuelle Charpentier                   | Harvey Alter, Michael Houghton, Charles M. Rice             | Louise Glück                 | Światowy Program Żywnościowy                                           | Paul Milgrom, Robert Wilson                           |
| 2021 | Syukuro Manabe, Klaus Hasselmann Giorgio Parisi             | Benjamin List, David MacMillan                            | David Julius, Ardem Patapoutian                             | Abdulrazak Gurnah            | Maria Ressa, Dmitrij Muratow                                           | David Card, Joshua Angrist, Guido Imbens              |
| 2022 | Alain Aspect, John Clauser, Anton Zeilinger                 | Carolyn Bertozzi, Morten Meldal, Barry Sharpless          | Svante Pääbo                                                | Annie Ernaux                 | Aleś Bialacki, Stowarzyszenie Memoriał, Centrum Wolności Obywatelskich | Ben Bernanke, Douglas Diamond Philip Dybvig           |
| 2023 | Pierre Agostini, Ferenc Krausz, Anne L’Huillier             | Moungi Bawendi, Louis Brus, Aleksiej Jekimow              | Katalin Karikó, Drew Weissman                               | Jon Fosse                    | Narges Mohammadi                                                       | Claudia Goldin                                        |
| 2024 | Geoffrey Hinton, John Hopfield                              | David Baker, Demis Hassabis, John Jumper                  | Victor Ambros, Gary Ruvkun                                  | Han Kang                     | Nihon Hidankyō                                                         | Daron Acemoğlu, Simon Johnson, James Alan Robinson    |

## Imprezy sportowe
| Letnie IO           | Zimowe IO                       | MŚ w piłce nożnej                       | ME w piłce nożnej             |
| ------------------- | ------------------------------- | --------------------------------------- | ----------------------------- |
| Ateny 2004          | Salt Lake City 2002             | Korea/Japonia 2002                      | Portugalia 2004               |
| Pekin 2008          | Turyn 2006                      | Niemcy 2006                             | Austria/Szwajcaria 2008       |
| Londyn 2012         | Vancouver 2010                  | RPA 2010                                | Polska/Ukraina 2012           |
| Rio de Janeiro 2016 | Soczi 2014                      | Brazylia 2014                           | Francja 2016                  |
| Tokio 2020          | Pjongczang 2018                 | Rosja 2018                              | Europa 2020                   |
| Paryż 2024          | Pekin 2022                      | Katar 2022                              | Niemcy 2024                   |
| Los Angeles 2028    | Mediolan/Cortina d’Ampezzo 2026 | Kanada, Stany Zjednoczone i Meksyk 2026 | Wielka Brytania/Irlandia 2028 |